# Idrætsklubben af 1899
Idrætsklubben af 1899 (IK99) - er en dansk idrætsklub, der siden starten i 1899 har været beliggende på Østerbro i København, og som tilbyder sine medlemmer boksning og vægtløftning. Vægtløftningsklubben har til huse i Idrætshuset på Østerbro. Bokseklubben havde indtil 2007 sine træningsfaciliteter på hjørnet af Gunnar Nu Hansens Plads og Østerbrogade i et anneks til Øbro-Hallen, men træner i dag i Svanemøllehallen på Østerbro.
I 1970'erne og 1980'erne var bokseklubben blandt Danmarks absolut stærkeste, og har haft flere amatørboksere, som har vundet diverse danske og nordiske mesterskaber, samt deltaget ved EM, VM og OL. Blandt andre Emil Andreasen, Andreas Petersen, vægtløfterne Svend Olsen og Jørgen Moritzen, Jesper Garnell, Brian Lentz, brødrene Jimmi og Johnny Bredahl og Hans Henrik Palm. Otto Brandenburg blev københavnsmester for klubben i 1953.